# Autostrady na Węgrzech

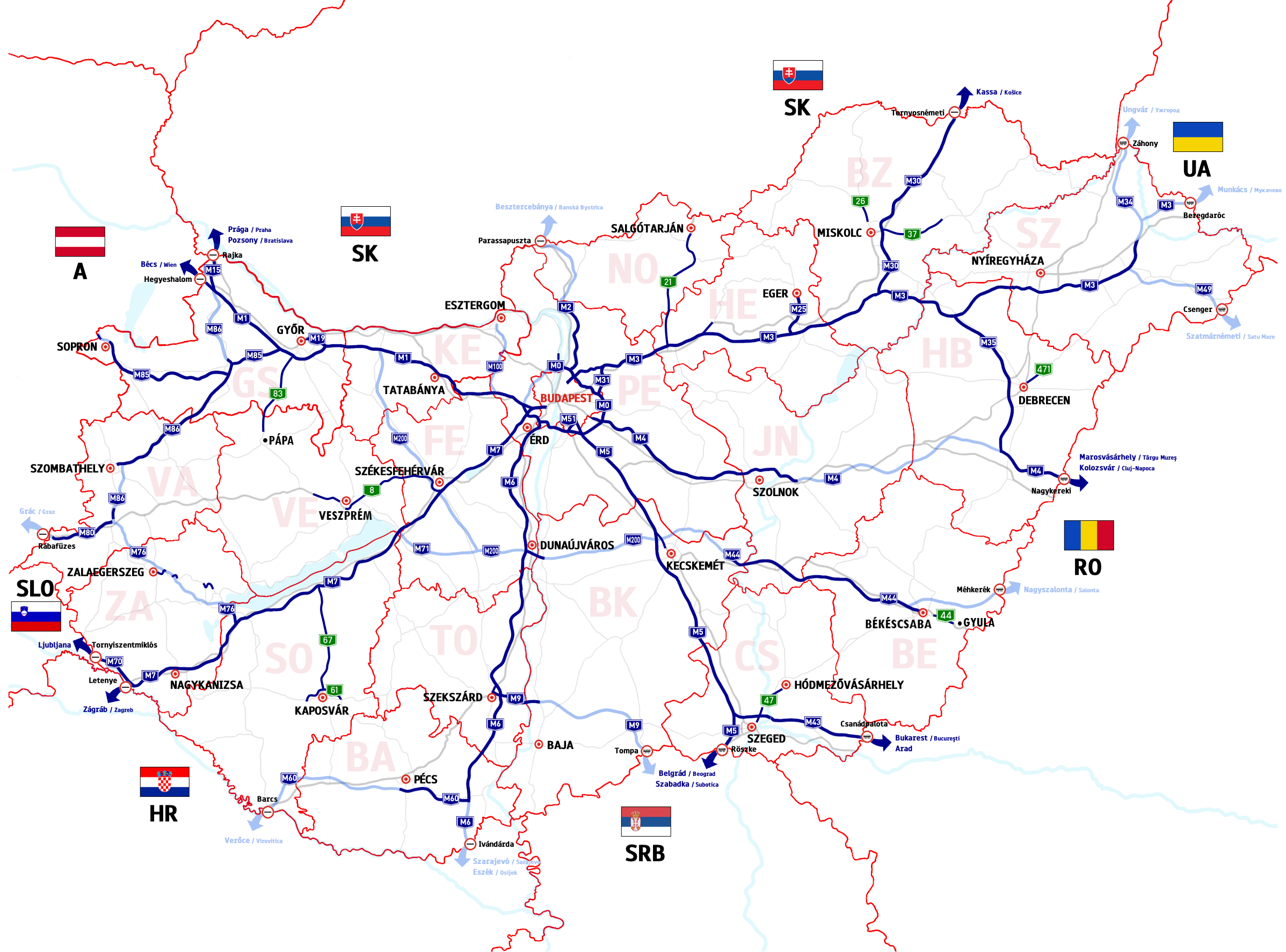
Autostrady na Węgrzech w 2020.
Istniejące
W budowie
Planowane
Trasa główna (droga ekspresowa z parametrami)

Autostrady na Węgrzech (węg. autópályák, l. poj. autópálya) – sieć głównych dróg krajowych o dopuszczalnej prędkości 130 km/h.
W chwili obecnej istnieje około 1282 km autostrad. Spośród nich zdecydowana większość (około 920 km, tj. M1-M7) rozchodzi się promieniście od Budapesztu w stronę granic Węgier. W przyszłości planowane jest uzupełnienie tej struktury tak, aby stworzyć w miarę równomierną siatkę połączeń w całym kraju. Nie wszystkie wybudowane odcinki spełniają obecnie standardy autostrady.

## Prawne warunki korzystania

### Oznaczenia
Autostrady na Węgrzech oznacza się znakiem białego wiaduktu nad dwiema białymi jezdniami na niebieskim tle. Numerowane są znakiem o niebieskim tle. Przed numerem zawsze znajduje się litera M. Drogowskazy na autostradach mają niebieskie tło.
Oznakowanie dróg ekspresowych na Węgrzech jest całkowicie podobne do autostrad. Drogi ekspresowe różnia się od autostrad parametrami technicznymi i obowiązującymi na nich ograniczeniami prędkości.

### Dopuszczalna prędkość
Tabela podaje przewidziane przez Prawo o ruchu drogowym limity prędkości na węgierski autostradach i drogach ekspresowych.
| Typ pojazdu | Autostrada | Droga ekspresowa |
| --- | ---------- | ---------------- |
| - samochód osobowy - motocykl - samochód ciężarowy do 3,5 tony |            |                  |
| - samochód osobowy z przyczepą - motocykl z przyczepą - samochód ciężarowy z przyczepą do 3,5 tony - samochód ciężarowy powyżej 3,5 tony (również z przyczepą) - oznakowany pojazd przewożący materiały niebezpieczne i podobne - autobus |            |                  |

## Opłaty
Węgierskie autostrady są płatne w formie winiety elektronicznej. Wyjątkiem jest kilka odcinków, m.in. większość obwodnicy Budapesztu. Dostępne są cztery rodzaje winiet:
- 1-dniowa: ważna w wybranym dniu kalendarzowym (tylko dla samochodów ciężarowych i autobusów)
- Tygodniowa: ważna przez 10 (!) kolejnych dni.
- Miesięczna: ważna od dnia początkowego do końca tego samego dnia w następnym miesiącu (np. od 15 marca 00:00 do 15 kwietnia 24:00 lub od 31 maja 00:00 do 30 czerwca 24:00)
- Roczna: ważna od 1 stycznia bieżącego roku do 31 stycznia następnego roku (łącznie przez 13 miesięcy)

Ceny winiet są skonstruowane w przybliżeniu w taki sposób, że winiety dla samochodów ciężarowych do 7,5 tony (kategoria D2) są prawie trzykrotnie droższe od podobnych winiet dla samochodów osobowych. Winiety dla samochodów ciężarowych i autobusów od 7,5 t do 12 t (kategoria D3) są o połowę droższe niż winiety dla kategorii D2, a dla cięższych pojazdów (powyżej 12 ton) dwukrotnie droższe niż dla kategorii D2, np. 2550 Ft / 6600 Ft / 10200 Ft / 13200 Ft (dane z 2008 roku).
Za nieuprawnione korzystanie z płatnych dróg pobierana jest dodatkowa opłata, która wynosi od 15300 Ft dla samochodów osobowych do 79200 Ft dla pojazdów powyżej 12 ton pod warunkiem zapłacenia jej w ciągu 15 dni. Opłata wzrasta ponad czterokrotnie jeśli zostanie zapłacona po 15 dniach.

## Lista autostrad i dróg ekspresowych na Węgrzech
| Autostrady i drogi ekspresowe |           |                               | |               |                             |                |           |
| Oznaczenie                    | Mapa      | Typ                           | Przebieg | Dł. całkowita | Odcinki gotowe              | Odcinki gotowe | W budowie |
| M0                            | Mapa M0   | Droga ekspresowa              | Obwodnica Budapesztu                                                                                                  | 103 km        | 77 km                       | 74,8%          |           |
| M01                           | Mapa M1   | Autostrada                    | Budapeszt – Tatabánya – Győr – Hegyeshalom – granica H-A / Austria                                                    | 171 km        | 171 km                      | 100%           | –         |
| M2                            | Mapa M2   | Droga ekspresowa              | Budapeszt ( M0) – Vác – Parassapuszta – granica H-SK / Słowacja                                                       | 71 km         | 31 km                       | 43,7%          |           |
| M03                           | Mapa M1   | Autostrada                    | Budapeszt – Hatvan – Gyöngyös – Polgár – Nyíregyháza – Vásárosnamény – Barabás – granica H-UA / Ukraina               | 296 km        | 280 km                      | 94,6%          |           |
| M04                           | Mapa M4   | Droga ekspresowa · Autostrada | Budapeszt – Üllő – Cegléd – Szolnok – Püspökladány – Berettyóújfalu – Nagykereki – granica H-RO / Rumunia             | 222 km        | 102 km + 9 km jedna jezdnia | 46,0%          | 27 km     |
| M05                           | Mapa M5   | Autostrada                    | Budapeszt – Kecskemét – Kiskunfélegyháza – Segedyn – Röszke – granica H-SRB / Serbia                                  | 161 km        | 161 km                      | 100%           | –         |
| M06                           | Mapa M1   | Autostrada                    | Budapeszt ( M0) – Érd – Dunaújváros – Szekszárd – Bóly – Ivándárda – granica H-HR / Chorwacja                         | 197 km        | 178 km                      | 90,3%          | 19 km     |
| M07                           | Mapa M5   | Autostrada                    | Budapeszt – Székesfehérvár – Siófok – Balatonkeresztúr – Zalakomár – Nagykanizsa – Letenye – granica H-HR / Chorwacja | 226 km        | 226 km                      | 100%           | –         |
| M08                           | Mapa M8   | Droga ekspresowa · Autostrada | Balatonfőkajár ( M7) – Sárbogárd – [Dunaújváros – Kecskemét – Nagykőrös – Abony ( M4-M32)                             | 163 km        | 10 km                       | 6,1%           |           |
| M09                           | Mapa M9   | Droga ekspresowa              | Szekszárd ( M6) – Nemesnádudvar                                                                                       | 51 km         | 31 km                       | 60,8%          |           |
| M10                           | Mapa M0   | Droga ekspresowa              | Üröm ( M0) – Pilisvörösvár – Kesztölc ( M100)                                                                         | 24 km         | 0 km                        | 0%             |           |
| M15                           | Mapa M15  | Autostrada                    | Levél ( M1-M86) – Rajka – granica H-SK / Słowacja                                                                     | 15 km         | 15 km                       | 100%           | –         |
| M19                           | Mapa M19  | Droga ekspresowa              | Győrszentiván ( M1) – Győr                                                                                            | 9 km          | 9 km                        | 100%           | –         |
| M25                           | Mapa M19  | Droga ekspresowa              | Kál ( M3) – Füzesabony – Eger                                                                                         | 19 km         | 19 km                       | 100%           | –         |
| M30                           | Mapa M30  | Autostrada                    | Emőd ( M3) – Nyékládháza – Miszkolc – Encs – Tornyosnémeti – granica H-SK / Słowacja                                  | 86 km         | 28 km                       | 32,6%          | 56 km     |
| M31                           | Mapa M31  | Autostrada                    | Budapest ( M0) – Gödöllő ( M3)                                                                                        | 12 km         | 12 km                       | 100%           | –         |
| M32                           | Mapa M32  | Droga ekspresowa              | Abony ( M4-M8) – Kál ( M3-M25)                                                                                        | 63 km         | 0 km                        | 0%             |           |
| M34                           | Mapa M34  | Droga ekspresowa              | Vásárosnamény ( M3) – Záhony – granica H-UA / Ukraina                                                                 | 34 km         | 0 km                        | 0%             |           |
| M35                           | Mapa M35  | Autostrada                    | Görbeháza ( M3) – Hajdúböszörmény – Debreczyn – Berettyóújfalu ( M4)                                                  | 68 km         | 68 km                       | 100%           | –         |
| M43                           | Mapa M35  | Autostrada                    | Segedyn ( M3) – Makó – Nagylak – granica H-RO / Rumunia                                                               | 58 km         | 58 km                       | 100%           | –         |
| M44                           | Mapa M9   | Droga ekspresowa              | Kecskemét ( M6) – Szarvas – Békéscsaba                                                                                | 117 km        | 79 km                       | 67,5%          | 14,5 km   |
| M49                           | Mapa M49  | Droga ekspresowa              | Őr ( M3) – Mátészalka – Csenger – granica H-RO / Rumunia                                                              | 45 km         | 0 km                        | 0%             |           |
| M51                           | Mapa M51  | Droga ekspresowa              | Budapest ( M5) – Dunaharaszti ( M0)                                                                                   | 12 km         | 12 km                       | 100%           | –         |
| M60                           | Mapa M60  | Autostrada · Droga ekspresowa | Bóly ( M6) – Pécs – Szigetvár – granica H-HR / Chorwacja                                                              | 96 km         | 32 km                       | 33,3%          |           |
| M70                           | Mapa M70  | Autostrada                    | Letenye ( M3) – Tornyiszentmiklós – granica H-SLO / Słowenia                                                          | 21 km         | 21 km                       | 100%           | –         |
| M76                           | Mapa M9   | Droga ekspresowa              | Hollád ( M7-M90) – Keszthely – Zalaegerszeg                                                                           | 83 km         | 6 km                        | 7,2%           | 3 km      |
| M80                           | Mapa M80  | Droga ekspresowa              | Körmend ( M76-M86) – Rábafüzes – granica H-A / Austria                                                                | 28 km         | 0 km                        | 0%             | 28 km     |
| M81                           | Mapa M81  | Droga ekspresowa              | Komárom ( M1) – Kisigmánd – Székesfehérvár – Sárbogárd ( M8)                                                          | 114 km        | 0 km                        | 0%             |           |
| M85                           | Mapa M85  | Droga ekspresowa              | Győr ( M1) – Csorna – Sopron – granica H-A / Austria                                                                  | 95 km         | 83 km                       | 87,3%          | 12 km     |
| M86                           | Mapa M86  | Droga ekspresowa              | Körmend ( M76-M80) – Szombathely – Csorna – Mosonmagyaróvár ( M1-M15)                                                 | 144 km        | 64 km                       | 44,4%          |           |
| M87                           | Mapa M87  | Droga ekspresowa              | Szombathely ( M86) – Kőszeg – granica H-A / Austria                                                                   | 22 km         | 1 km                        | 4,5%           |           |
| M90                           | Mapa M90  | Droga ekspresowa              | Hollád ( M7-M76) – Kaposvár – Szigetvár ( M60) Bóly ( M6-M60) – Mohács – Baja – Szeged ( M5-M43)                      | 90 km         | 0 km                        | 0%             |           |
| M100                          | Mapa M100 | Droga ekspresowa              | Esztergom – Martonvásár – Ercsi – Újhartyán – Albertirsa ( M4)                                                        | 126 km        | 0 km                        | 0%             |           |